# Khu ổ chuột

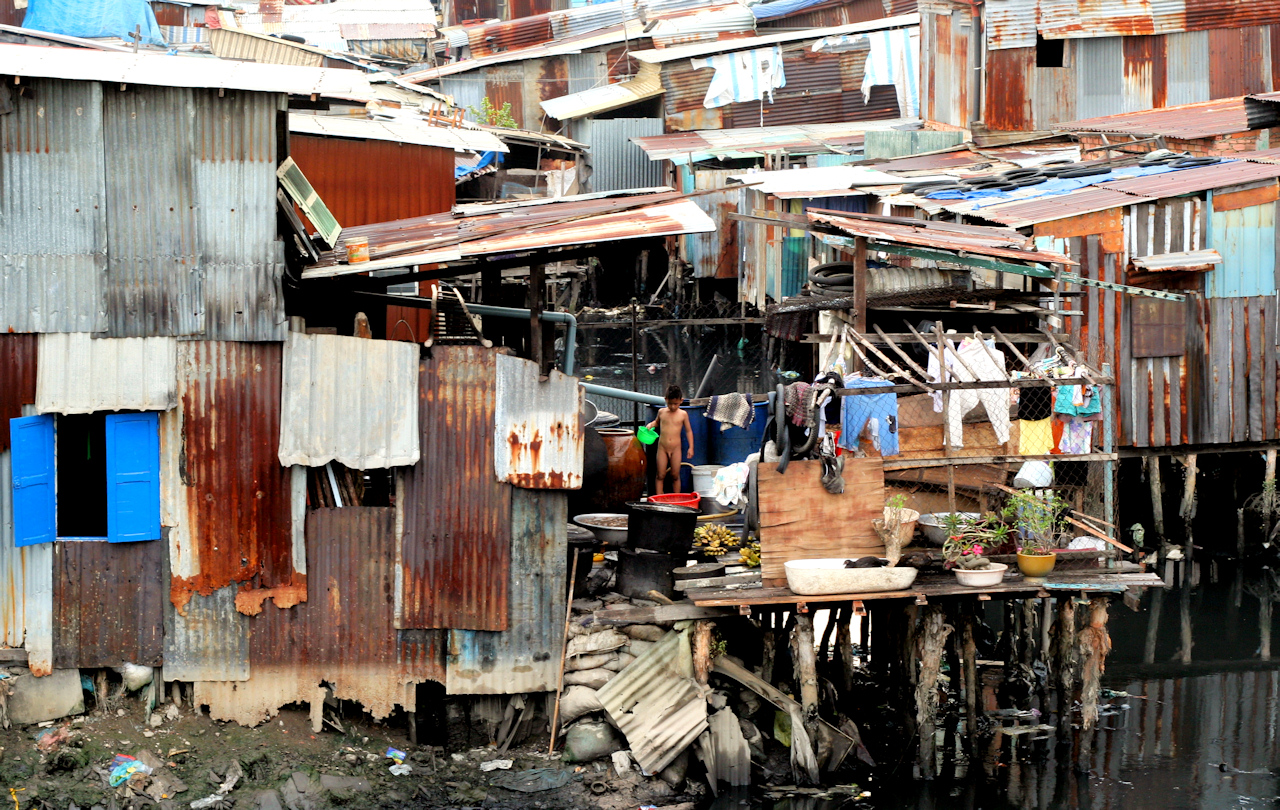
Một khu ổ chuột ở Thành phố Hồ Chí Minh, ảnh chụp vào khoảng cuối tháng 10 năm 2008.

Khu ổ chuột theo định nghĩa của Liên Hợp Quốc (cơ quan UN-HABITAT) là một khu vực sinh sống trong một thành phố với những đặc trưng bởi những ngôi nhà lụp xụp, bẩn thỉu, sát cạnh nhau và thường xuyên mất an ninh và có thể là ổ chứa các tệ nạn xã hội và tội phạm như ma túy, mại dâm... Khu ổ chuột là nơi giải quyết chỗ ở cho những người nghèo, bần hàn cơ cực, người có thu nhập thấp, người lao động, người nhập cư, người thất nghiệp, vô gia cư mà họ không có đủ điều kiện để sinh sống ở những nơi có điều kiện tốt hơn.
Theo thống kê của Liên Hợp Quốc, tỷ lệ cư dân đô thị sống trong các khu nhà ổ chuột giảm từ 47% đến 37% từ năm 1990 đến 2005. Tuy nhiên, do dân số tăng, đặc biệt là trong dân cư đô thị, cũng như ảnh hưởng tiêu cực của quá trình đô thị hóa ồ ạt và không hợp lý, số lượng của cư dân khu ổ chuột lại có xu hướng tăng lên. Một tỷ người trên toàn thế giới sống trong các khu nhà ổ chuột và con số này dự báo có thể sẽ tăng lên 2 tỷ vào năm 2030. Đây cũng là vấn đề đau đầu cho các nhà quản lý đô thị.

## Tổng quan
Mặc dù đặc điểm của dân sống ở đây là khác nhau giữa các vùng địa lý, họ thường là nơi sinh sống của những người rất nghèo, có hoàn cảnh khó khăn. Tòa nhà trong khu ổ chuột khác nhau từ những túp lều đơn giản cho các nhà tranh vách đất và những kiến trúc kiên cố hơn. Hầu hết các khu nhà ổ chuột thường thiếu nước sạch, điện, vệ sinh môi trường và các dịch vụ cơ bản khác dẫn đến chất lượng cuộc sống của bộ phận dân cư sống tại đây không đảm bảo. 

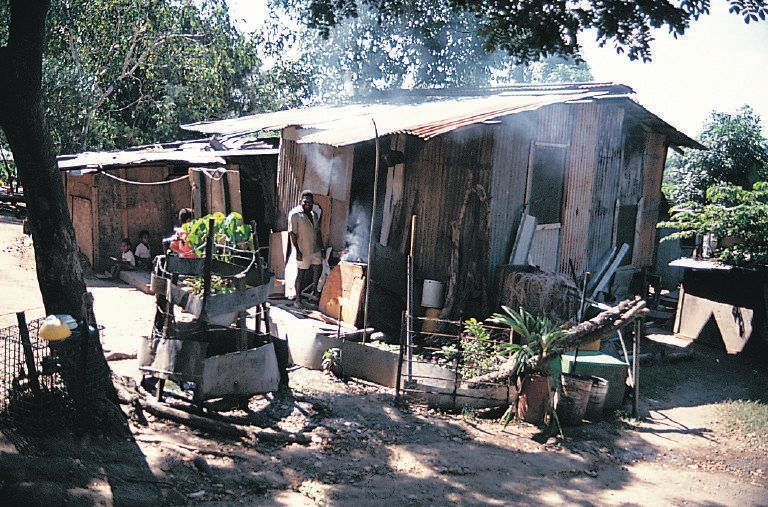
Một căn nhà lụp xụp trong khu ổ chuột, ảnh chụp tại Port Moresby, thủ đô của Papua New Guinea.

Ngày này có một hiện tượng ngày càng phổ biến là du lịch khu ổ chuột ở một số nơi. Có khách du lịch phương Tây sẵn sàng trả tiền để có sự hướng dẫn du lịch trong khu ổ chuột để thỏa mãn tính tò mò, hiếu kỳ cũng như biết thêm về đời sống nơi đây. Một số khu ổ chuột như ở Mumbai, Rio de Janeiro, Kibera và Jakarta.
Các khu nhà ổ chuột có thể thay đổi từ nơi này đến nơi khác tuy nhiên chúng được đặc trưng bởi một khu vực tập trung dân cư sinh sống dày đặc, sống sát cạnh nhau, tỷ lệ nghèo cao, mù chữ, và thất nghiệp là phổ biến. Chúng thường được xem như là "khu vực sinh sản" cho các vấn đề xã hội như tội phạm, nghiện ma túy, nghiện rượu nặng, tỷ lệ cao của bệnh tâm thần, mại dâm và tự tử. Trong nhiều quốc gia nghèo, khu ổ chuột có tỷ lệ cao bệnh tật do điều kiện mất vệ sinh, suy dinh dưỡng, và thiếu chăm sóc y tế cơ bản.
Một nhóm chuyên gia Liên Hợp Quốc đã đề xuất một định nghĩa của khu ổ chuột như là một khu vực kết hợp của những đặc điểm với mức độ khác nhau sau đây: khu vực ít được tiếp cận với nước sạch một cách đều đủ, không đảm bảo vệ sinh môi trường và cơ sở hạ tầng khác, cấu trúc nhà ở chất lượng kém, tình trạng quá tải và tình trạng dân cư không an ninh, ổn định.
Trong khu nhà ổ chuột, đặc biệt là ở các nước nghèo, nhiều người sống trong con hẻm phố rất hẹp không cho phép xe (như xe cứu thương, xe cứu hỏa, xe cảnh sát và xe buýt,...) có thể đi qua. Việc thiếu các dịch vụ như thu gom rác thải một cách thường xuyên nên dẫn đến rác tích lũy với số lượng lớn. Việc thiếu cơ sở hạ tầng được gây nên bởi tính chất giải quyết không chính thức và chưa quyết liệt của các cơ quan quản lý và chưa có quy hoạch cho người nghèo từ các quan chức chính phủ. Ngoài ra, các khu định cư không chính thức thường phải đối mặt với gánh nặng của các thảm họa tự nhiên và nhân tạo, chẳng hạn như lở đất, cũng như động đất và bão nhiệt đới. 

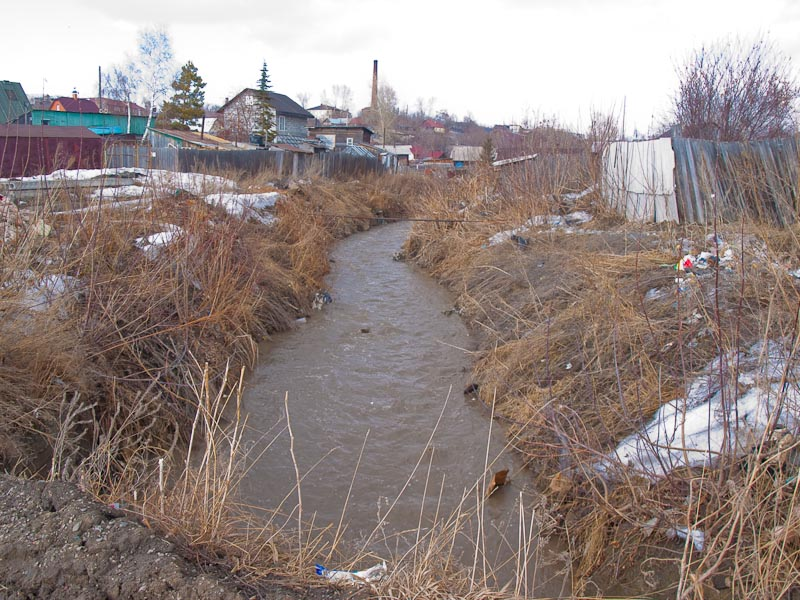
Nguồn nước sinh hoạt bị ô nhiễm tại một khu ổ chuột, ảnh chụp ở khu vực Nakhalovka, Nga năm 2010.

Nhiều cư dân khu ổ chuột tự tạo việc làm trong nền kinh tế một cách không chính thức. Điều này có thể bao gồm việc bán hàng rong, kinh doanh ma túy, bới rác, ve chai và hoạt động mại dâm. Trong một số khu nhà ổ chuột, người thậm chí tái chế rác của các loại rác khác nhau (từ hộ gia đình, rác sinh hoạt). Những năm gần đây đã thấy một sự tăng trưởng đáng kể trong số lượng các khu nhà ổ chuột như dân cư đô thị đã tăng lên trong thế giới thứ ba.
Ngoài ra, theo một báo cáo của UN-HABITAT 2006, 327 triệu người sống trong 
Khu ổ chuột ở các nước Khối thịnh vượng chung. Số lượng người dân sống trong khu ổ chuột ở Ấn Độ đã tăng hơn gấp đôi trong hai thập kỷ qua và bây giờ vượt quá toàn bộ dân số Anh theo một công bố của Chính phủ Ấn Độ, số lượng người dân sống trong các khu nhà ổ chuột được dự báo sẽ tăng lên 93 triệu trong năm 2011 hoặc chiếm 7,75% tổng dân số gần gấp đôi dân số của nước Anh. Theo dữ liệu điều tra dân số phát hành trong tháng 12 năm 2011 của IBGE (Viện Địa lý và Thống kê Brasil) cho thấy rằng trong năm 2010, khoảng 6% dân số sống trong khu ổ chuột ở Brazil. Theo một báo cáo của UN-Habitat, hơn 20 triệu người ở Philippines sống trong các khu nhà ổ chuột, và chỉ tính riêng trong thành phố Manila đã có 50% của hơn 11 triệu cư dân sống trong khu nhà ổ chuột.

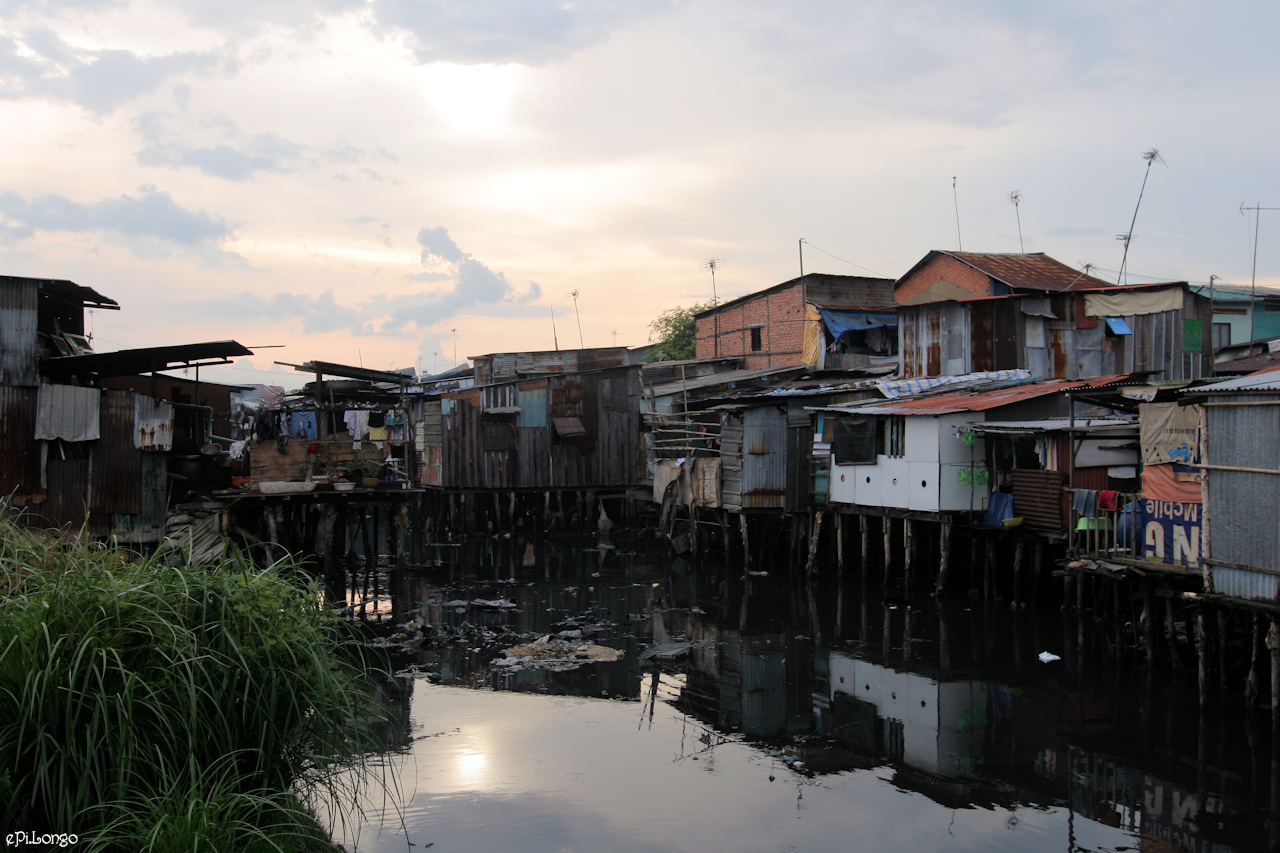
Hoàng hôn ảm đạm tại một khu ổ chuột ở Thành phố Hồ Chí Minh, ảnh chụp khoảng cuối năm 2008.

Ở Việt Nam, nhất là tại một số khu vực ví dụ như ở thủ đô Hà Nội, Thành phố Hồ Chí Minh và một số thành phố lớn, cuộc sống của người dân ở các khu ổ chuột tại đây hết sức nhọc nhằn, ngột ngạt. Thất nghiệp tràn lan, việc làm thường là thời vụ, thu nhập thấp. Sống trong môi trường bị ô nhiễm, họ phải dè sẻn từng ca nước, từng số điện, số trẻ em đến tuổi không được đi học đang ở mức báo động trầm trọng... Không có nước máy, dân phải đào hoặc đóng giếng. Có khu vực này ở quá gần khiến nguồn nước ngầm bị nhiễm bẩn một số người liều lĩnh dùng nước giếng khoan để tắm gội. Sau một thời gian, hầu hết đều bị các bệnh về da như ghẻ, ngứa, nổi ban,… Người dân các khu nhà ổ chuột phải mua nước với giá "cắt cổ".
Nhiều chính phủ trên thế giới đã cố gắng để giải quyết các vấn đề tồn tại trầm kha của khu ổ chuột bằng cách giải tỏa quyết liệt, san phẳng, phá những khu nhà cửa đổ nát đã rất cũ và thay thế nó với nhà ở hiện đại với điều kiện vệ sinh tốt hơn nhiều. Quá trình này đặc biệt phổ biến trong thế giới thứ ba. Những khu ổ chuột mà giải phóng mặt bằng thường có dạng của tên miền nổi tiếng và các dự án, Đề án đổi mới đô thị. Ví dụ, trong khu ổ chuột của Philippines là Smokey Mountain, nằm ở Tondo, Manila, dự án đã được thi hành của Chính phủ và các tổ chức phi chính phủ để cho phép tái định cư đô thị cho các cư dân khu ổ chuột.
Hơn nữa dự án mới thường có xu hướng giải tỏa và di chuyển những khu dân cư này ra những vùng ngoại vi bán-nông thôn của thành phố từ đó dẫn đến một tình trạng là họ ra lời dần với cơ hội kiếm kế sinh nhai cũng như trường học, trạm xá... Điều này đã dẫn đến phong trào phản đối lớn của cư dân khu ổ chuột ví dụ như khu Abahlali base Mjondolo tại Durban, Nam Phi.

## Một số khu ổ chuột
- Khu Dharavi: Đây là Khu ổ chuột ở Mumbai, Ấn Độ. Với số dân hơn 1 triệu người, Dharvi được mệnh danh là khu ổ chuột lớn nhất thế giới, là nơi tập trung đủ mọi tệ nạn như buôn bán ma túy, mại dâm, lạm dụng lao động trẻ em, kinh doanh bất hợp pháp.
- Thị trấn Orangi, Pakistan: nổi tiếng với những băng nhóm trộm cướp, nghiện hút.
- Khu căn hộ Bassac ở Campuchia: khu tàn tích đổ nát với các tòa nhà cũ kĩ và xuống cấp trầm trọng.
- Khu vực Lâm Phần ở Trung Quốc: Tọa lạc tại tỉnh Sơn Tây, Lâm Phần được mệnh danh là thành phố tồi tệ nhất về độ ô nhiễm ở Trung Quốc. Ở đây, có tới 3.000.000 người sống trong điều kiện môi trường đạt dưới mức tối thiểu cho phép với nguồn nước, nguồn lương thực ô nhiễm.

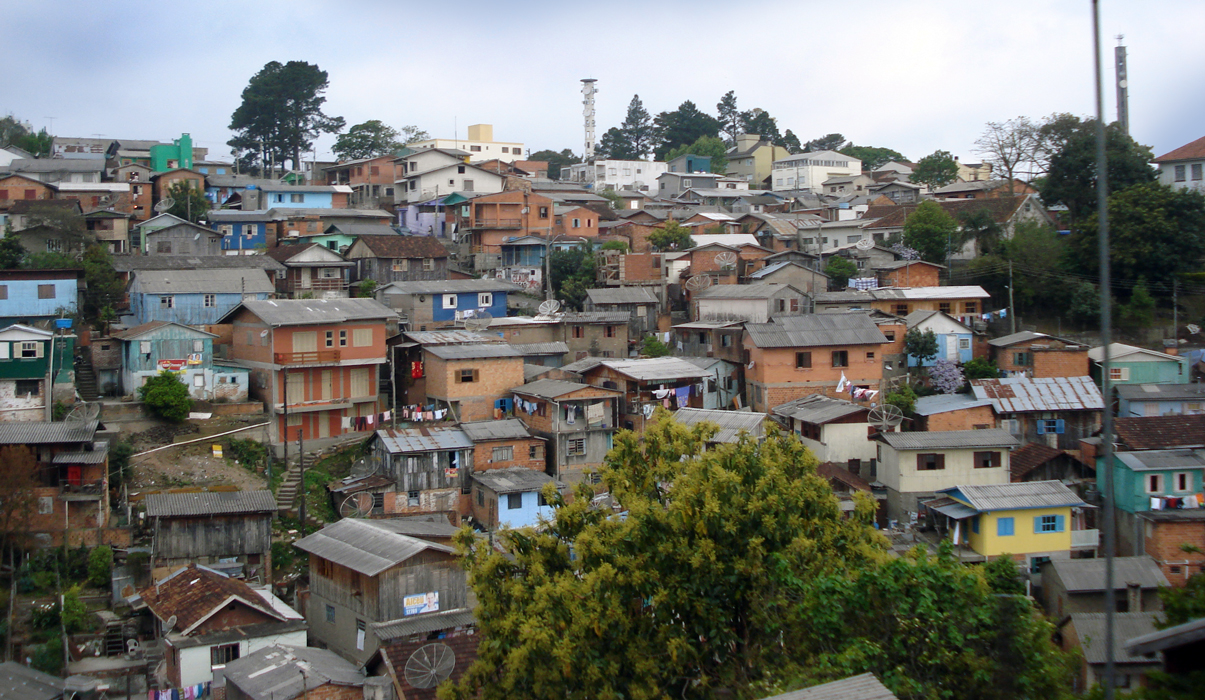
Những khu ổ chuột bất ổn tại Brasil

- Khu ổ chuột ở Rio de Janeiro: được coi là lãnh địa của các trùm ma túy đã ảnh hưởng không nhỏ tới nền kinh tế của Brazil. Việc thường xuyên diễn ra những cuộc ẩu đả, truy bắt giữa cảnh sát và tội phạm ma túy, đường dây buôn người dẫn đến tỉ lệ người chết ngày càng gia tăng.
- Khu Cubatao ở São Paulo, Brasil: là một trong những thành phố ô nhiễm nhất trên thế giới và có biệt danh là "Thung lũng tử thần". Nơi đây đã có rất nhiều em bé không có não và mắc các bệnh về đường hô hấp, gan, máu ngay từ khi sinh ra. Dân cư nghèo đói, cộng thêm bệnh tật biến nơi đây thành thành phố ổ chuột của Sao Paolo.
- Kibera: là một khu ổ chuột ở Nairobi, Kenya. Là khu ổ chuột lớn nhất tại Nairobi và lớn thứ hai trong số các khu ổ chuột ở châu Phi. Khu này không còn nguồn nước sạch vì vậy đã có rất nhiều người dân ở đây chết vì bệnh tả.
- Khu Kabwe ở Zambia: Là nơi ở bị ô nhiễm tồi tệ nhất thế giới do nồng độ chì rất cao còn sót lại từ các hoạt động khai thác mỏ trước đây. Nồng độ chì trong máu trung bình ở trẻ em tại một số thị trấn nơi đây đã gấp 5-10 lần mức được coi là nguy hiểm với con người.
- Thành phố Mogadishu ở Somalia: Là thành phố bị tàn phá nghiêm trọng bởi xung đột diễn ra nhiều năm ở đất nước này. Người luôn phải chờ đợi thức ăn từ các tổ chức từ thiện và biến nơi đây thành một khu ổ chuột lớn của đất nước này.
- Thị trấn Dzerzhinsk ở Nga: Một phần tư trong số 300.000 người dân của thành phố vẫn làm việc trong các nhà máy sản xuất hóa chất độc hại. Ô nhiễm được cho là nguyên nhân chính khiến tuổi thọ trung bình của nam giới ở đây chỉ là 42 và nữ là 47
- Khu ổ chuột ở Los Angeles[1]: Theo như thống kê thì thành phố Los Angeles hiện nay có khoảng 5.000 người vô gia cư đang sống lang thang trên đường phố, những khu xây dựng bỏ hoang và trong những căn lều lụp xụp, tạm bợ, hơn 8.000 người đang sống trong những khu dân cư nghèo đổ nát.(Số liệu năm 2009)